# Urzodezoxikólsav
Az urzodezoxikólsav kis mennyiségben jelen van a normál emberi epében.

## Hatása
Az urzodezoxikólsav szájon át történő alkalmazása után az epe koleszterintelítettsége csökken azáltal, hogy a koleszterin/epesav arány eltolódik, az epesavak túlsúlyba kerülnek. A koleszterin bélből történő felszívódása, illetve kiválasztódása az epébe csökkent. A koleszterin-epekövek fokozatosan feloldódnak a koleszterin diszperziójának és a folyadékkristályok kialakulásának serkentése következtében.
A legújabb ismeretek szerint az urzodezoxikólsav hatása máj- és epebetegségekben a zsíroldékony detergensszerű toxikus epesavaknak a vízoldékony citoprotektív, nem toxikus urzodezoxikólsavval történő relatív helyettesítésén alapul, valamint azon, hogy fokozza a májsejtek kiválasztó tevékenységét, illetve immunszabályozó folyamatokban is részt vesz.

## Fordítás
- Ez a szócikk részben vagy egészben  az   Ursodeoxycholic acid című angol Wikipédia-szócikk fordításán alapul.  Az eredeti cikk szerkesztőit annak laptörténete sorolja fel. Ez a jelzés csupán a megfogalmazás eredetét és a szerzői jogokat jelzi, nem szolgál a cikkben szereplő információk forrásmegjelöléseként.